# Harhaj
Harhaj – wieś (obec) na Słowacji położona w kraju preszowskim, w powiecie Bardejów. Pierwsze wzmianki o miejscowości pochodzą z roku 1426.
Według danych z dnia 31 grudnia 2010, wieś zamieszkiwało 265 osób, w tym 151 kobiet i 114 mężczyzn.
W 2001 roku względem narodowości i przynależności etnicznej wszyscy mieszkańcy byli Słowakami.